# Saint Vincent i Grenadyny na Mistrzostwach Świata w Lekkoatletyce 2022
Saint Vincent i Grenadyny na Mistrzostwach Świata w Lekkoatletyce 2022 – reprezentacja Saint Vincent i Grenadynów podczas mistrzostw świata w Eugene liczyła jedną zawodniczkę, która nie zdobyła żadnego medalu.

## Skład reprezentacji

### Kobiety
| Zawodniczka      | Konkurencja   | Elimincje | Elimincje | Półfinał | Półfinał | Finał | Finał   | Źródło |
| Zawodniczka      | Konkurencja   | Wynik     | Pozycja   | Wynik    | Pozycja  | Wynik | Pozycja | Źródło |
| ---------------- | ------------- | --------- | --------- | -------- | -------- | ----- | ------- | ------ |
| Shafiqua Maloney | bieg na 800 m | 2:03.00   | 35.       | NQ       | NQ       | NQ    | NQ      | [ 1 ]  |